# Ester Claesson

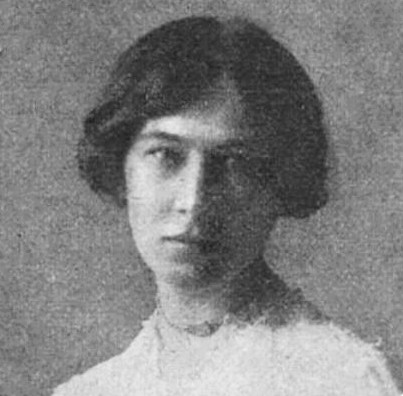
Ester Claesson (1907)

Ester Laura Matilda Claesson (* 7. Juni 1884 in Östervåla; † 12. November 1931 in Engelbrekt, Östermalm) war eine schwedische Gartenarchitektin, Autorin und Dozentin. Sie gehörte zur ersten Generation von Frauen in Schweden, die eine professionelle Karriere als selbstständige Freiflächengestalterin machte. Zu ihren Auftraggebern zählten viele berühmte Menschen in Schweden.

## Leben und Werk
Ester Claesson war die Tochter von Elvira Maria Charlotta Claesson, geb. Linders († 1920) und Lars Anders Claesson († 1924). Sie hatte fünf Geschwister: Die Bankangestellte Thekla Valborg Elvira Claesson (1874–1962), Blenda Gunhild Claesson (1877–1964), Olga Maria Claesson (verheiratete Reims), den Kaufmann Lars Gustaf Claesson († 1969) und Agda Charlotta Virginia Claesson (verheiratete Linder).
Claesson begann ihre Ausbildung im Jahr 1900 als sechzehnjährige Gärtnerschülerin auf dem Hof Tomarps in Skåne. Da die Ausbildungsmöglichkeiten im Bereich des Gartenbaus für Frauen in Schweden eingeschränkt waren, setzte sie ihr Studium im selben Jahr in Dänemark an der Vilvorde Havebrugshøjskole nördlich von Kopenhagen fort. An der von Stephen Nyeland 1870 gegründeten Schule wurden Frauen und Männer sowohl in der Praxis als auch in der Theorie gemeinsam unterrichtet. Claesson machte 1903 als Zweitbeste ihrer Klasse den Abschluss.

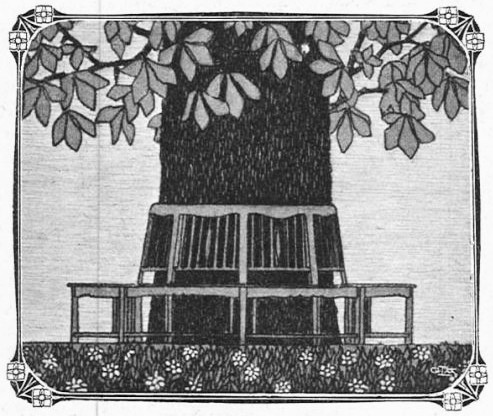
Zeichnung einer Gartenbank in Idun (Darmstadt, 1907)

1904 setzte sie ihr Studium mit künstlerischen und technischen Schwerpunkten in Wien fort. Zwischen 1905 und 1907 war sie zunächst eine Schülerin und später die einzige weibliche Mitarbeiterin von Joseph Maria Olbrich, zuerst in Wien, später in der Künstlerkolonie Mathildenhöhe in Darmstadt. Sie war für mehrere Projekte verantwortlich. Unter anderem bearbeitete sie den Rosengarten auf der Mathildenhöhe für den Möbelfabrikanten Julius Glückert mit den Entwürfen für einen Pavillon, Mobiliar und Baudetails wie Gartenmauern, Terrassen und Einfassungen. Diese Grünanlage sollte zuerst öffentlich genutzt werden, das Grundstück wurde dann aber den Freianlagen der beiden Glückerthäuser zugeschlagen. Bei der Gartengestaltung wurde die ursprüngliche Sichtachse zum Ernst-Ludwig-Haus erhalten. Heute ist die damalige Gestaltung weitgehend verschwunden. Auch für Olbrichs Ausstellungsgebäude Frauen-Rosenhof sowie dem farblich gestalteten Garten auf der Deutschen Kunstausstellung (1906) auf dem Gelände der Flora arbeitete sie mit. 1906 entwickelte sie Vorschläge für die Gartenstadt Am hohlen Weg in Darmstadt.
In der Darmstädter Zeit lernte Ester Claesson Friedrich Gundolf kennen. Zu dem Freundeskreis gehörten Hanna und Karl Wolfskehl, Friedrichs Bruder Ernst sowie dessen Lebensgefährtin Else Kühner. Die Freundschaft zu Friedrich Gundolf wurde enger, 1906 bezeichnete er sie als „das superlativisch holde Schwedenwesen“ und weiter sei sie „eins der liebsten, lebendigsten, anmutigsten Geschöpfe, vor dem Sündenfall ersonnen, in aller Edenfrische ...“ Claesson wurde in den Familienkreis eingeführt und machte u. a. 1907 eine mehrwöchige Reise nach Wien über Bamberg und Prag mit Ernst Gundolf und Else Kühner. Claesson gestaltete das Titelblatt zu Gundolfs 1907 herausgegebenen Anthologie Romantiker-Briefe. Aus einer Ehe zwischen Claesson und Gundolf wurde jedoch nichts. Stefan George hatte sich dagegen ausgesprochen.

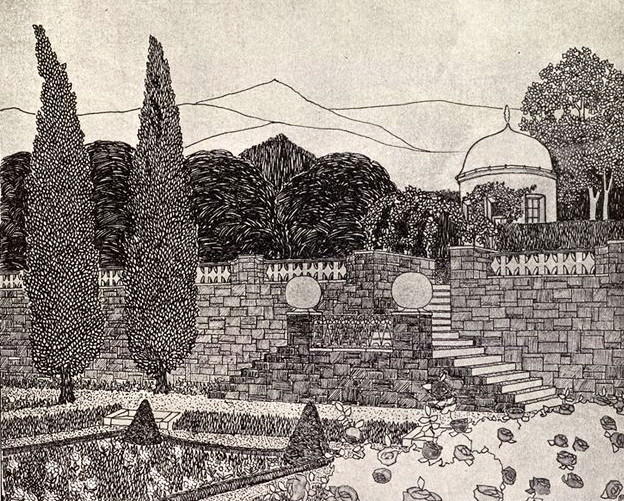
Ester Claesson, Treppen- und Terrassen-Anlage, Darmstadt 1907

Im Mai 1907 verließ Claesson Darmstadt und hielt sich wieder in Wien auf. Von 1909 bis 1913 arbeitete sie in der Architekturabteilung im Atelier von Paul Schultze-Naumburg in Saaleck. Laut Zeugnis gestaltete sie auch mehrere Gartenanlagen, Inneneinrichtungen und Einzelmöbel vom Entwurf bis zur Detailplanung. Die Zeitschrift Studio international veröffentlichte 1912 Entwurfsskizzen der 27-Jährigen.
Zurück in Schweden arbeitete Claesson 1913 für den Architekten Isak Gustaf Clason und auf seine Empfehlung hin für den Freiherrn Theodor Adelswärd, dessen Garten auf Gut Adelsnäs sie gestalten sollte. 1914 machte sich Claesson selbstständig. Der gemeinsam mit Harald Wadsjö (1883–1945) entwickelte Beitrag Cumulus zu einem international besetzten Architekturwettbewerb erzielte 1914 den dritten Preis. Thema war die Erweiterung des Skogskyrkogården, einem Waldfriedhof im Süden von Stockholm. Der Beitrag wurde in der Fachpresse breit besprochen. In der Zeitschrift Die Gartenkunst wurde der Entwurf anhand eines Planes und eines Architekturmodells dargestellt.
Zu den Auftraggebern für die von ihr gestalteten Privatgärten gehörten Hjalmar Branting, Mauritz Stiller und Andreas Lindblom. Zu ihren Werken zählten die Gärten des Hofes Igelsta (1917). Ester Claesson war für die Planung und den Gartenbau eines Hauses für Konsul Robert Bünsow im Diplomatenviertel Stockholms zuständig und gestaltete 1925 einen Garten in Röda Bergen im Stadtteil Humleboet. 1918 legte sie den Garten der Villa Brevik auf Lidingö an. Graf F. Löwen beauftragte sie mit der Modernisierung der Freianlagen auf Sextorp in Skåne. Claesson arbeitete mit den Architekten Carl Westman und Ivar Tengbom zusammen.

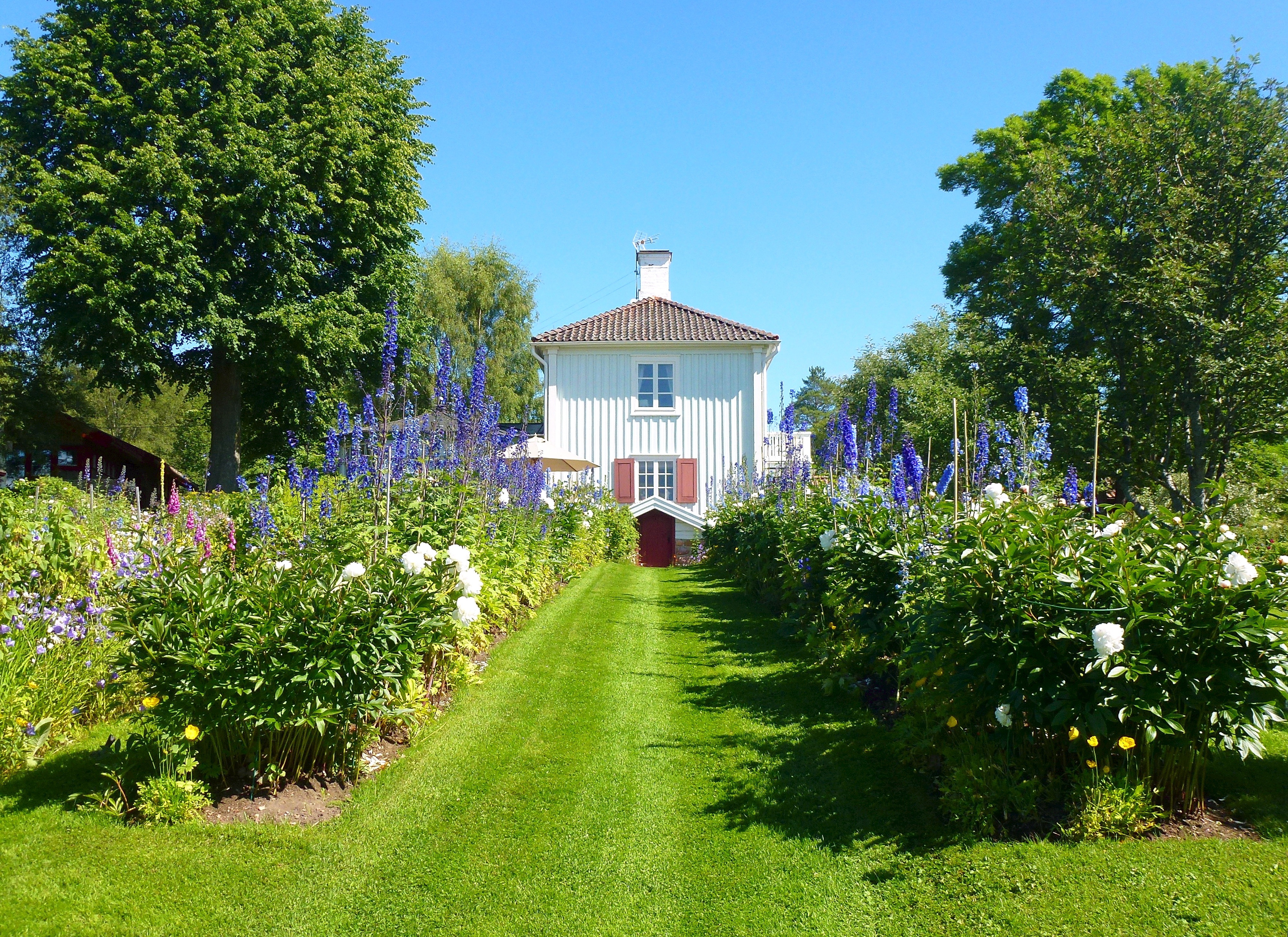
Karlfeldtsgården Sångs, 2015

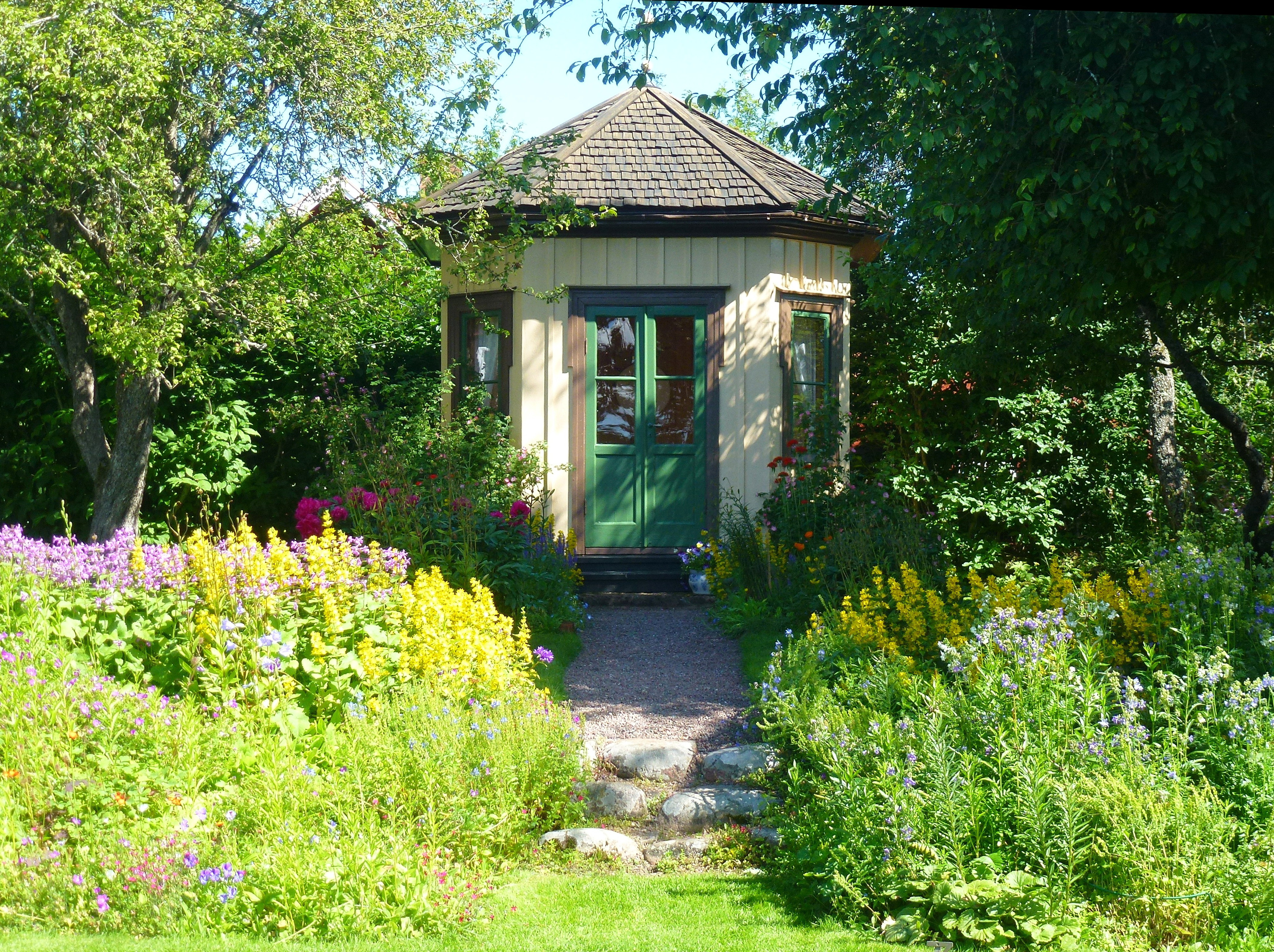
Karlfeldtsgården Sångs, 2015

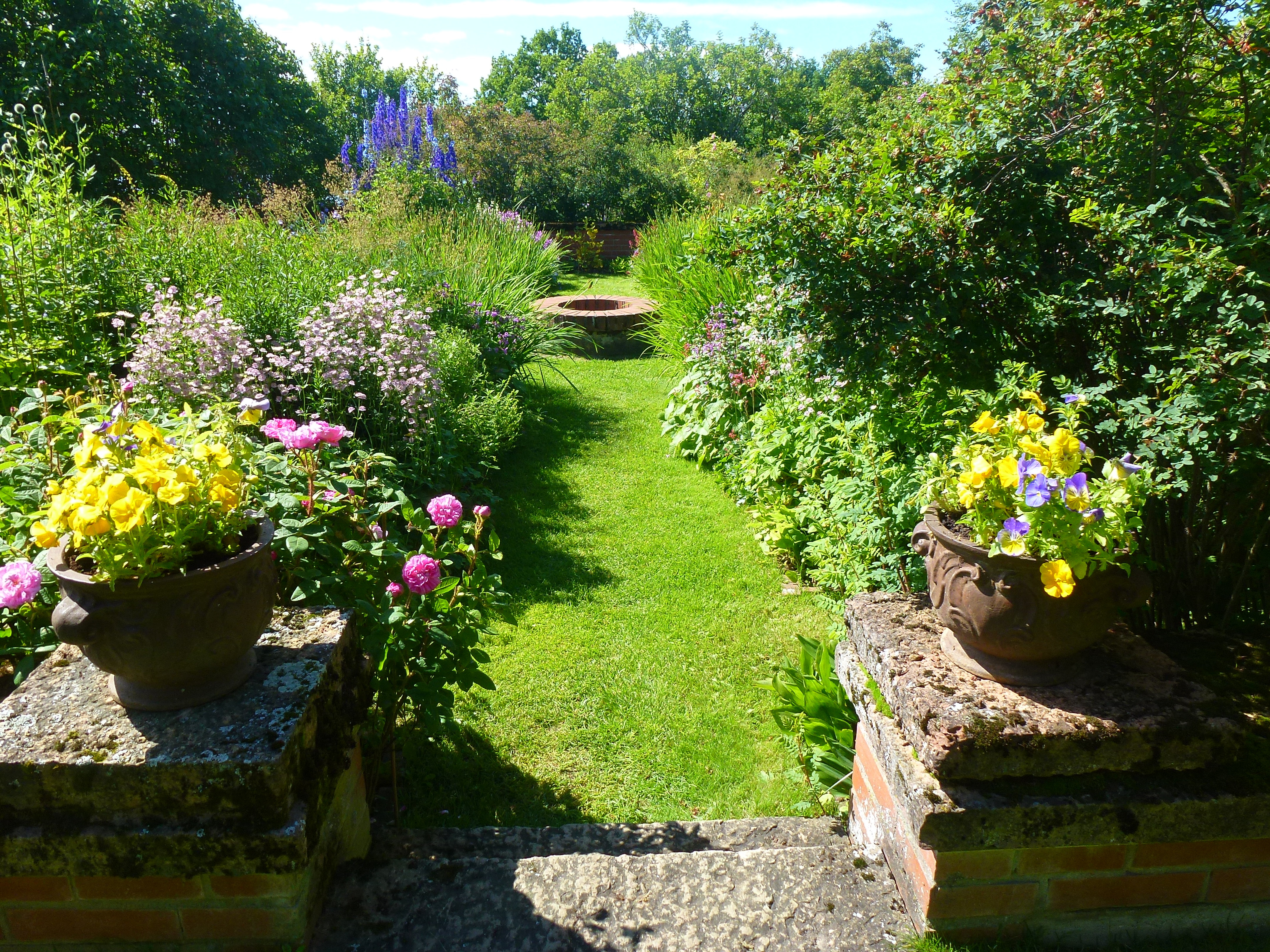
Karlfeldtsgården Sångs, 2015

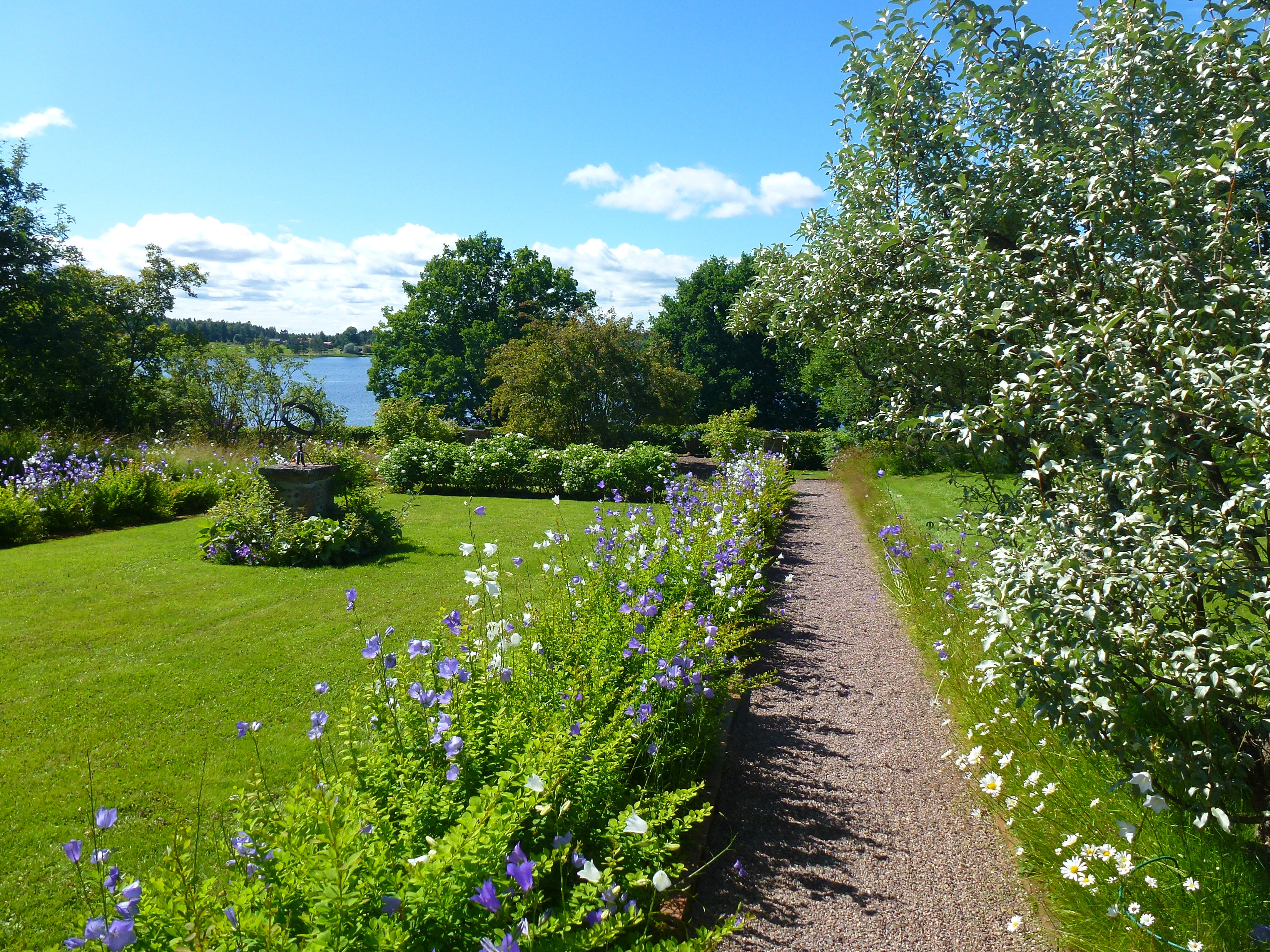
Karlfeldtsgården Sångs, 2015

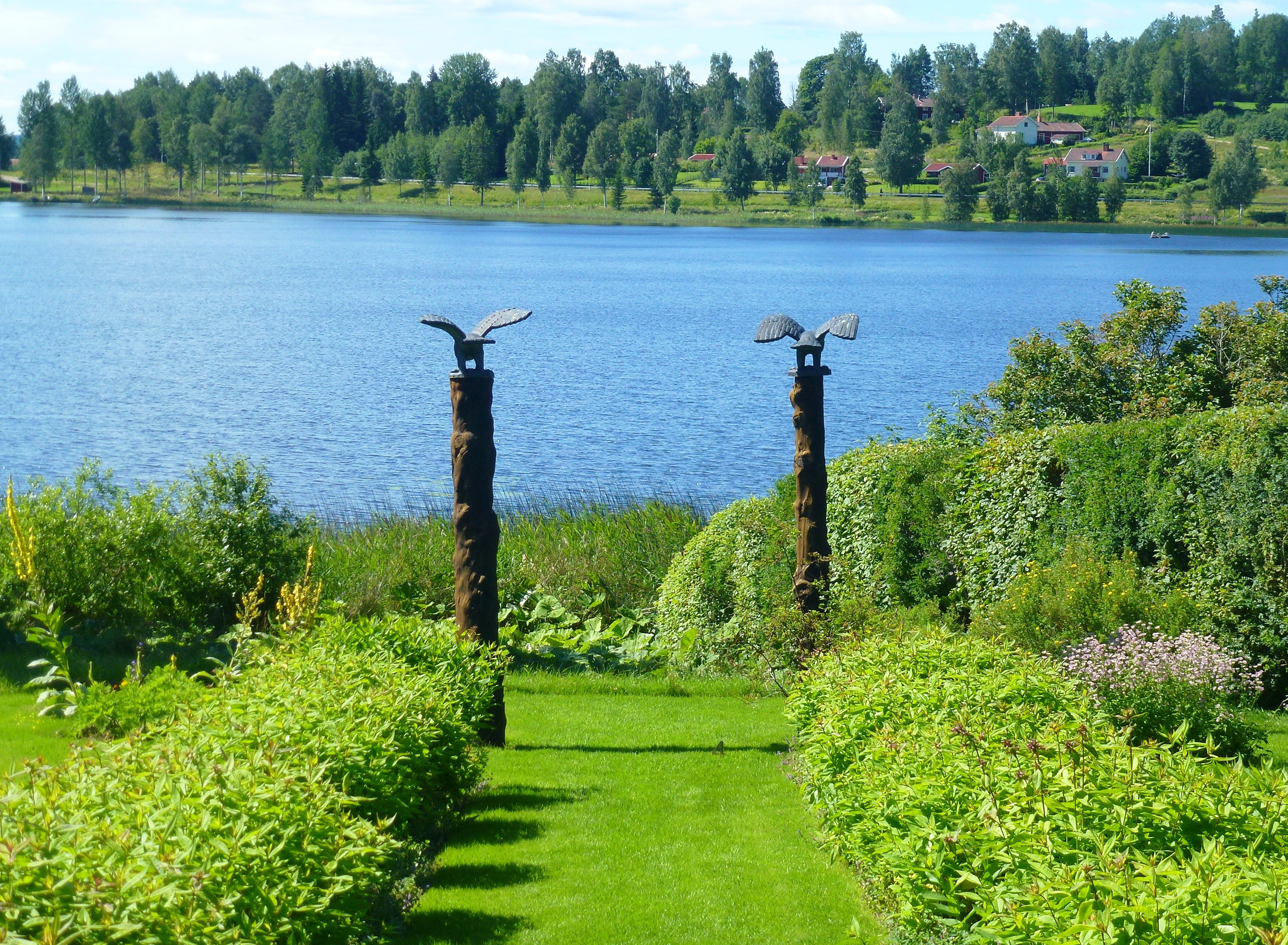
Blick zum See Opplimen, Karlfeldts Sångsgården, 2015

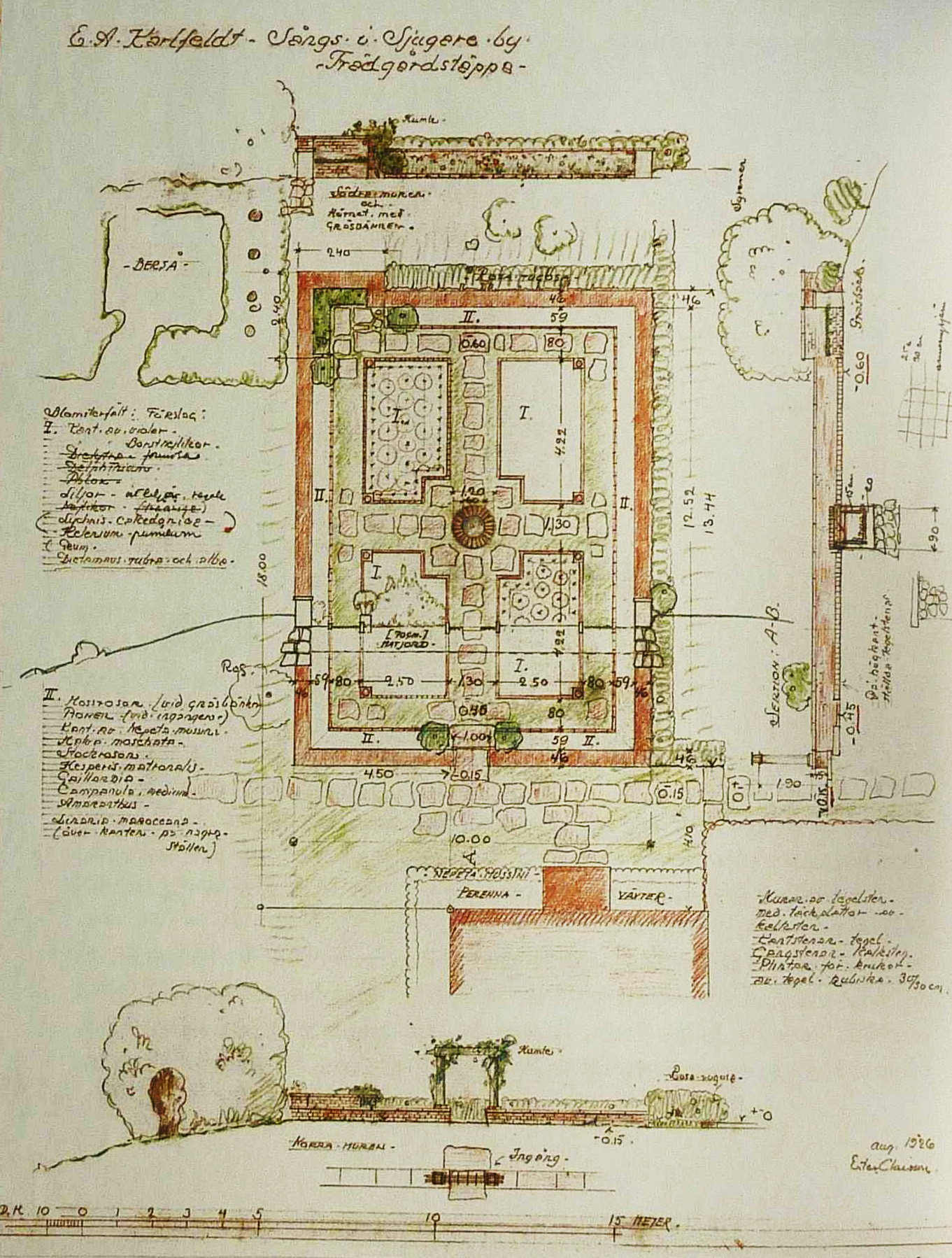
Ester Claessons Zeichnung zur Planung von Karlfeldtsgården Sångs, 1927

Heute ist Karlfeldts Sångsgården als einzige der Claesson-Anlagen noch in der ursprünglichen Gestaltung erhalten. Als Erik Axel Karlfeldt mit seiner Frau 1921 den Hof Sångs in Sjugare nördlich von Leksand kaufte, wurde Ester Claesson mit der Freiraumgestaltung beauftragt. Der Garten wurde terrassenförmig mit Blickbeziehungen zum See Opplimen hin gemeinsam mit dem sachkundigen Bauherrn angelegt und mit einem Pavillon sowie Gartenmöbeln ausgestattet. Laubbäume, Rosen, Heilpflanzen und 250 Staudenarten wurden angepflanzt. Die Originalzeichnungen sind erhalten geblieben und der Garten wird noch nach dem ursprünglichen Konzept gepflegt. Er kann besichtigt werden.
Ester Claessons Gestaltungsideen wurden von der englischen Arts-and-Crafts-Bewegung und deutschen sowie österreichischen Gartengestaltungen beeinflusst.
Ab 1914 begann die bis zu ihrem Tod andauernde Lehrtätigkeit. Sie unterrichtete Gartenbau am Versuchsfeld der Königlich Schwedischen Forst- und Landwirtschaftsverwaltung in den Bergianska-Gärten in Stockholm an der Königlichen Landschaftsakademie. Sie schrieb zwei Lehrbücher, die 1923 und 1925 veröffentlicht wurden.
Ester Claesson starb im Alter von 47 Jahren „an einem Schuss ins Herz“ und wurde auf dem Friedhof von Norra beigesetzt.

## Auszeichnungen, Wettbewerbserfolge
- Stipendium: Stipendium des Fredrika-Bremer-Förbundet (1905, 1906)[1]
- Wettbewerb der Zeitschrift Die Gartenkunst, Gartenausstattungsstücke (Gruppe 2), Preis (1908)[11]
- Wettbewerb des schwedischen Handwerksverbandes für Gartenmöbel, dritter Preis (1914)[1]
- Wettbewerb für eine Friedhofsanlage in Stockholm, dritter Preis (1914/1915)[12]

## Schriften
- Ester Claesson: Modern trädgårdskonst. Ett bemötande af fröken Claesson, Svenska Dagbladet, 25. Oktober 1914[1]
- Ester Claesson: Om svenska trädgårdar förr och nu, Svenska Slöjdföreningens tidskrift, 1915[1]
- Ester Claesson: Om modern trädgårdskonst, Ord och bild, 1915[1]
- Ester Claesson: Trädgårdsanläggningskonst som kvinnligt verksamhetsfält, Kvinnliga yrken och deras förutsättningar: vägledning / redaktion: Aina Hamilton, Norstedt, Stockholm, 1919[1]
- Ester Claesson: Trädgården, Wahlström & Widstrand, Stockholm, 1923[1]
- Ester Claesson: Prinz Eugens Garten, Gartenschönheit, 1924[13]
- Ester Claesson: Rosor på friland., Wahlström & Widstrand, Stockholm, 1925.

## Mitgliedschaften
- 1914 bis 1931: Svenska Slöjdföreningen (Schwedischer Handwerksverband)[1]
- 1918 bis 1931: Stockholms Gartnersällskap (Stockholmer Gärtnerverein)[1]
- 1920 bis 1931: Föreningen för dendrologi och parkvård (Verein für Dendrologie und Parkmanagement)[1]
- 1927 bis 1931: Sällskapet Nya Idun[14]